# (289586) Shackleton
(289586) Shackleton est un astéroïde de la ceinture principale.

## Description
(289586) Shackleton est un astéroïde de la ceinture principale. Il fut découvert le 30 mars 2005 à Vicques par Michel Ory. Il présente une orbite caractérisée par un demi-grand axe de 2,37 UA, une excentricité de 0,13 et une inclinaison de 2,1° par rapport à l'écliptique.

## Compléments